# Слободан М. Ковачевић
Слободан М. Ковачевић (Сарајево, 12. децембар 1947) је црногорски музичар и сликар.

## Биографија
Студирао је сликарство на Академији ликовних умјетности у Сарајеву, а музику у Сплиту. Музичку каријеру започео је у Сарајеву са бендом Луталице, затим у Индексима и групи Про арте. У групи Про арте стварао је са Ђорђем Новковићем, Владимиром Савчићем-Чобијем, Владимиром Боровчанином, Младеном Дрљачем и многим другим музичарима који су радили у тој групи.
Оснивач је и групе Море из Сплита, која је деловала од 1973. до 1986. године, у којој су заједно са њим, између осталих, Мери Цетинић, Оливер Драгојевић, Дорис Драговић, Теди Спалато, Јасмин Ставрос, Реми Казиноти и др.
У Црној Гори је наставио стваралаштво 1992. године, као самостални аутор и извођач. 2000. године, после 13 година, поново наступа у Хрватској.
Као што је стварао музику, стварао је и уметност. То је резултирало првом самосталном изложбом 2008. године под називом „Пут до твоје душе“.
Пројекат на којем тренутно ради, под називом „Omnia vincit amor“, најавио је као пројекат који има за циљ повезивање и изградњу мостова пријатељства, толеранције, разумевања и љубави кроз музику и уз подршку еминентних имена из света музике.

## Фестивали
Наступи са групом Море:
Опатија:
- Ово вријеме (вокал Мери Цетинић), '75
- Капуцинер (вокал Дорис Драговић), '84

Сплит:
- Ја ћу плакати сама (вокал Мери Цетинић), '74
- Бакалар (вокал Мери Цетинић и заједнички наступ са Ђанијем Маршаном), '74
- Гдје год да пођеш (вокал Мери Цетинић), трећа награда публике, прва награда стручног жирија и награда за интерпретацију, '75
- Само симпатија (вокал Мери Цетинић), '78
- И овог љета поћи ћу на море (вокал Tonči Della Zotta), '80
- Рибар (са Владимиром Савчићем Чобијем), '82
- Каријола (вокал Дорис Драговић), '83
- Мики Маус (вокал Дорис Драговић), '84
- Бијела птица (вокал Дорис Драговић, вече Устанак и море), '84

Загреб:
- Раскршће свих путова (вокал Мери Цетинић), '74
- Стерео (вокал Дорис Драговић), '84

Соло каријера Слободана М. Ковачевића, оснивача групе Море:
Пјесма Медитерана, Будва:
- Монтенегро (соло Слободан М. Ковачевић), победничка песма, '92
- Пјесма среће, '94
- Све љубави су отишле, '95
- Овдје је мој дом, '96
- Љубав велика као море, '97
- Кад се двоје пронађу, 2003

Далматинска шансона, Шибеник:
- Галеб (са Неном Беланом и Риверсима), 2005

Фестивал кантарион (Аутори певају и свирају), Загреб:
- Људи, награда за целокупан допринос музици, 2024
- Море, море, 2025